# Pierre Larousse

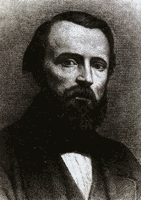
Pierre Larousse

Pierre Athanase Larousse (* 23. Oktober 1817 in Toucy, Département Yonne; † 3. Januar 1875 in Paris) war ein französischer Lexikograf, Enzyklopädist, Grammatiker und Verleger.

## Leben
Larousse war der Sohn eines Schmieds und einer Gastwirtin. Er erhielt 1834 ein Stipendium als Lehramtsstudent an der École Normale in Versailles und kehrte als Schulmeister nach Toucy zurück. Er war längere Zeit Vorstand eines kleinen Instituts in der Provinz. 1840 kam er nach Paris und war von 1848 bis 1851 als Lehrer an der Institution Jauffret tätig, einer Vorbereitungsschule für das Lycée Charlemagne. An dieser Schule lernte er Suzanne Pauline Caubel, seine spätere Lebensgefährtin, kennen. In dieser Zeit arbeitete er an seinem ersten Buch La lexicologie des écoles primaires, das er 1849 auf eigene Kosten veröffentlichte. Es folgten Grammatiken, Wörterbücher und weitere Lehrbücher. Im Jahr 1851 traf er Augustin Boyer (1821–1896), mit dem er 1852 den gemeinsamen Verlag Librairie Larousse et Boyer gründete. Hier veröffentlichte Larousse, neben anderen Werken für die Schule, seine eigenen Erziehungsschriften und Werke. Er gab über einen Zeitraum von 11 Jahren in zweiwöchigem Rhythmus Hefte seines Grand Dictionnaire universel du XIXe siècle heraus und legte dabei immer Wert auf die pädagogische Ausrichtung der Schriften. 1869 trennte er sich von Boyer und führte den Verlag unter dem Namen Librairie Larousse fort.
Larousse lebte viele Jahre mit Suzanne Pauline Caubel zusammen, ehe er sie 1872 heiratete. Er starb 1875 nach einem Gehirnschlag und wurde auf dem Cimetière Montparnasse in Paris bestattet.

## Werk

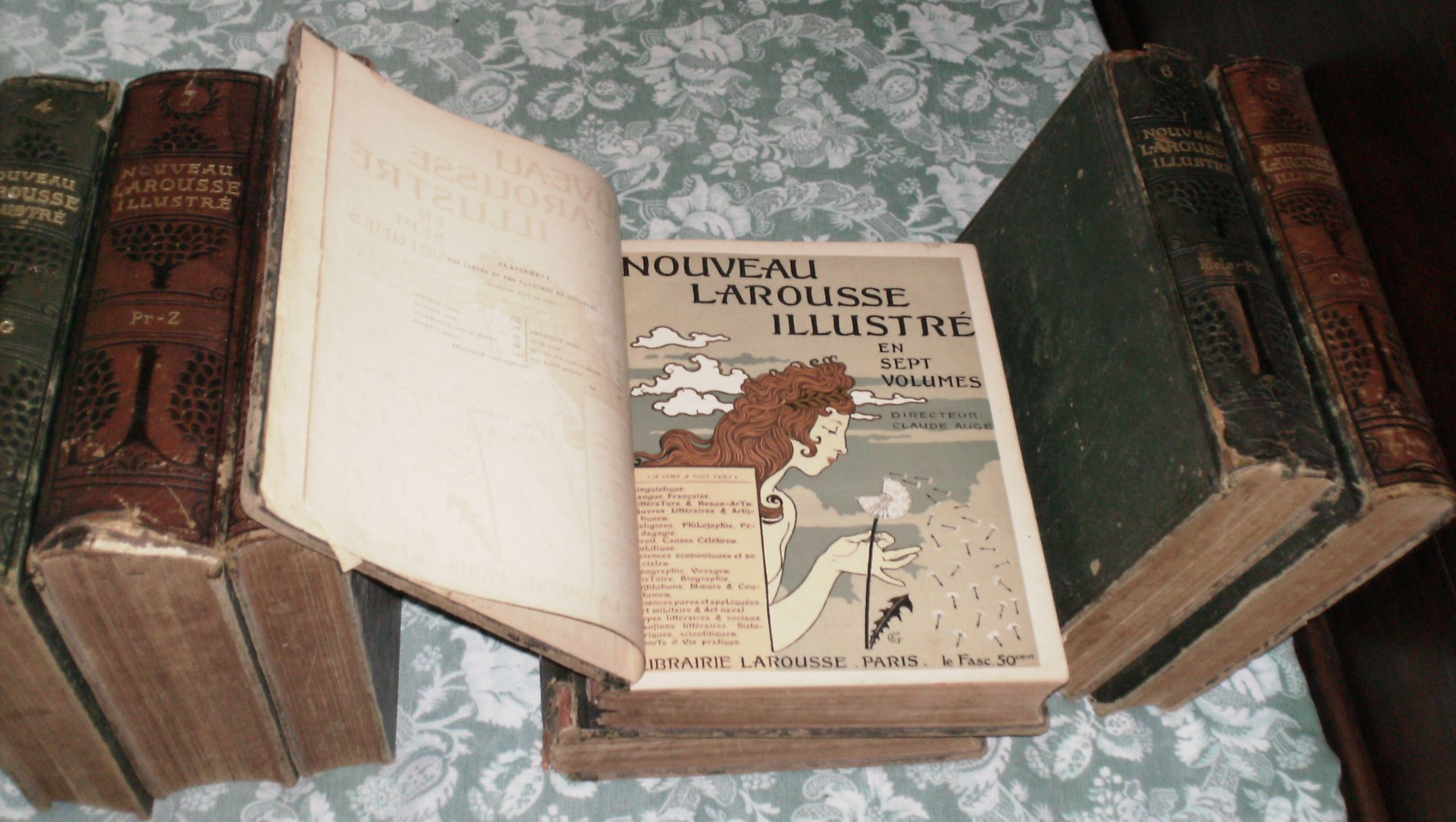
Bild seines Hauptwerkes Grand Dictionnaire universel du XIXe siècle

Sein Hauptwerk ist das antiklerikale Grand Dictionnaire universel du XIXe siècle, das von 1864 bis 1876 in 15 Bänden und zwei Supplementen (1878 und 1887) erschien. Er versuchte auf umfassenden Grundlagen die Enzyklopädie des 18. Jahrhunderts wiederherzustellen. Larousse gab zudem mehrere Lehrbücher heraus und gründete die Zeitschriften L’École normale (1858–1865) und L’Émulation (1862–1864).
Sein Werk diente als Grundlage für den von seinen Nachkommen gegründeten Verlag Éditions Larousse.
- Le grand dictionnaire universel du XIXe siècle. (Digitale Ausgaben, gallica.bnf.fr)
- Claude Augé (Hrsg.): Petit Larousse illustré. Nouveau dictionnaire encyclopédique. Larousse, Paris 1911 (archive.org).